# 畢曉普斯克里福足球會
畢曉普斯克里福足球會（Bishop's Cleeve F.C.）是一支位於英格蘭畢曉普斯克里福的職業足球會，目前於英格蘭足球南部聯賽甲組南角逐。

## 外部連結
- Official Club website
- 2010–2011 Club website